# Yves Thréard
Yves Thréard, né le 29 mai 1960 à Boulogne-Billancourt, est un éditorialiste français. Il écrit depuis 2000 dans Le Figaro.

## Biographie
Yves Thréard débute dans le journalisme au début des années 1980 après avoir suivi des études de droit et de lettres.
En 2000, il devient directeur adjoint de la rédaction du quotidien Le Figaro. 
Il est participe également à un débat le soir dans l'émission d'iTELE Galzi jusqu'à Minuit (anciennement La Grande Édition) aux côtés de Joseph Macé-Scaron[Quand ?]. Il est régulièrement invité des médias, dans des émissions radios et télévisées, comme par exemple C dans l'air sur France 5.
En 2016, il est membre du jury du prix des Hussards, créé par Christian Millau.
En 2018, il reçoit le prix Roland-Dorgelès.
De 2020 à 2023, il présente Les Grands Entretiens sur LCP - Assemblée nationale.

## Controverses
Il est considéré par Libération comme étant un journaliste de droite. 
En avril 2013, Yves Thréard demande la dissolution du Syndicat de la magistrature qui l'avait épinglé sur son « mur des cons ».
En octobre 2019, lors d'un débat sur le port du voile dans l'espace public sur la chaine LCI, il tient des propos jugés véhéments envers les musulmans. Il affirme notamment : « Je déteste la religion musulmane (…) On a le droit de détester une religion, on a tout à fait le droit de le dire », assure que  « L'islamophobie, ça n'existe pas.», et cite une anecdote : « Il m'est arrivé, en France, de prendre le bus ou un bateau où il y avait quelqu'un avec un voile, et je suis descendu »,.
Cette prise de position déclenche des critiques et Yves Thréard tente de faire dégonfler la polémique en revenant partiellement sur ses propos sur le plateau de LCI. « Je ne me suis pas fait comprendre, ce qui veut dire que je me suis mal exprimé » a-t-il d'abord concédé avant de tenter de clarifier sa position. « J'ai le plus grand respect pour toutes les religions », a poursuivi Yves Thréard qui a toutefois maintenu ses positions concernant le port du voile en France. « Je suis désolé mais pour moi ce sont (voiles, burkini, abaya) des signes militants et des artifices idéologiques. »
Sur LCI, Jean-Michel Aphatie fait remarquer au directeur adjoint du Figaro qu'après leur condamnation pour antisémitisme, les militants d'extrême droite Alain Soral et Dieudonné ont tous deux été bannis des médias, alors que les condamnations pour incitation à la haine raciale d'Éric Zemmour n'ont au contraire eu pour effet que d'élargir son espace d'expression, écrit comme télévisuel. Yves Thréard défend son confrère par ces mots : « On ne peut pas les comparer. [...] Zemmour ne s'en prend pas aux Arabes parce qu'ils sont arabes, [mais] parce qu'il dit "Ce sont des voleurs." ». Alors que Dieudonné « s'en prend à une race, ce qu'il définit comme une race, [...] les juifs qui sont coupable de par leurs origines, leur race »,. En mars 2023, il crée une nouvelle polémique en annonçant son interview sur LCP du suprémaciste noir et antisémite Kémi Séba. Face au tollé, la chaîne décide de déprogrammer l'interview qui devait passer dans l’émission « Les Grands Entretiens ». Seba est notamment accusé par le député  Thomas Gassilloud, également président de la commission de la défense nationale et des forces armées de l’Assemblée nationale, de servir « une puissance étrangère qui alimente le sentiment antifrançais », en l'occurrence la Russie via la milice Wagner, accusations également reprise par Conspiracy Watch.

## Ouvrage
- (dir.) Une certaine idée de la France, éditions du Rocher, 2022.